# ۲-آمینو-۳-کربوکسی موکونیک سمی آلدهید
۲-آمینو-۳-کربوکسی موکونیک سمی آلدهید (به انگلیسی: 2-Amino-3-carboxymuconic semialdehyde) با فرمول شیمیایی C7H7NO5 یک ترکیب شیمیایی با شناسه پاب‌کم 10797 است. که جرم مولی آن ۱۸۵٫۱۳ گرم بر مول می‌باشد. 